# Kottingwörthermühle
Kottingwörthermühle ist ein Ortsteil der Stadt Beilngries im oberbayerischen Landkreis Eichstätt.

## Lage
Das Mühlenanwesen, eine Einöde, liegt in der südlichen Frankenalb südöstlich des Gemeindesitzes Beilngries an der Altmühl. Von einem Feldweg in der Altmühlaue, der heute auch als Altmühltalradweg genutzt wird, führt eine Abzweigung über eine Brücke zur Mühle; auf der Südseite ist die Mühle über eine weitere Brücke durch eine Verbindungsstraße mit Kottingwörth verbunden.

## Geschichte
Als „Mühle zu Grögling“ wird die Kottingwörthermühle erstmals 1306 erwähnt, als sie zusammen mit anderen Gütern von einem Schiedsgericht dem Bischof von Eichstätt zugeteilt wurde. Die hier sitzenden Müller hatten dem Bischof zu gülten. Beispielsweise gültete Heinz Müllner im Jahr 1407 „2 Mut Korn und 1 Schwein zu 6 ungarischen Gulden“ (Mader, Hirschberg, S. 202). 1516 übernahm Hans Gödelein von Pförring die Mühle; er erhielt einen Erbbrief. Die zu diesem Zeitpunkt defekte Mühle konnte er mit einem Kredit und anderen Leistungen des Pflegeamtes Hirschberg instand setzen; außerdem gewährte man ihm drei Jahre gültmäßiges Ödrecht, das heißt Steuerfreiheit. Im Dreißigjährigen Krieg verfiel die Mühle; 1644 war sie ganz öde. Später wurde sie wieder in Betrieb genommen. 1741 besaßen die Augustiner-Chorherren vom Stift Rebdorf die Mühle.
Im Zuge der Säkularisation kam das Anwesen 1806 in Privatbesitz. 1927/28 entstand im Rahmen der „Altmühl-Korrektion“ eine neue Wehranlage. Seit 1934 wird als Hauptbetriebszweig ein Sägewerk betrieben. Die Mahlbetrieb von Getreide wurde 1972 eingestellt.